# Makaron do pływania

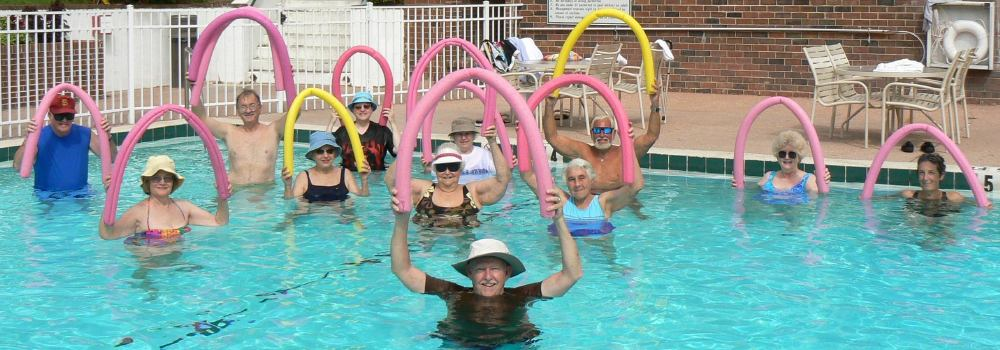
Zajęcia aqua aerobiku z wykorzystaniem makaronów piankowych

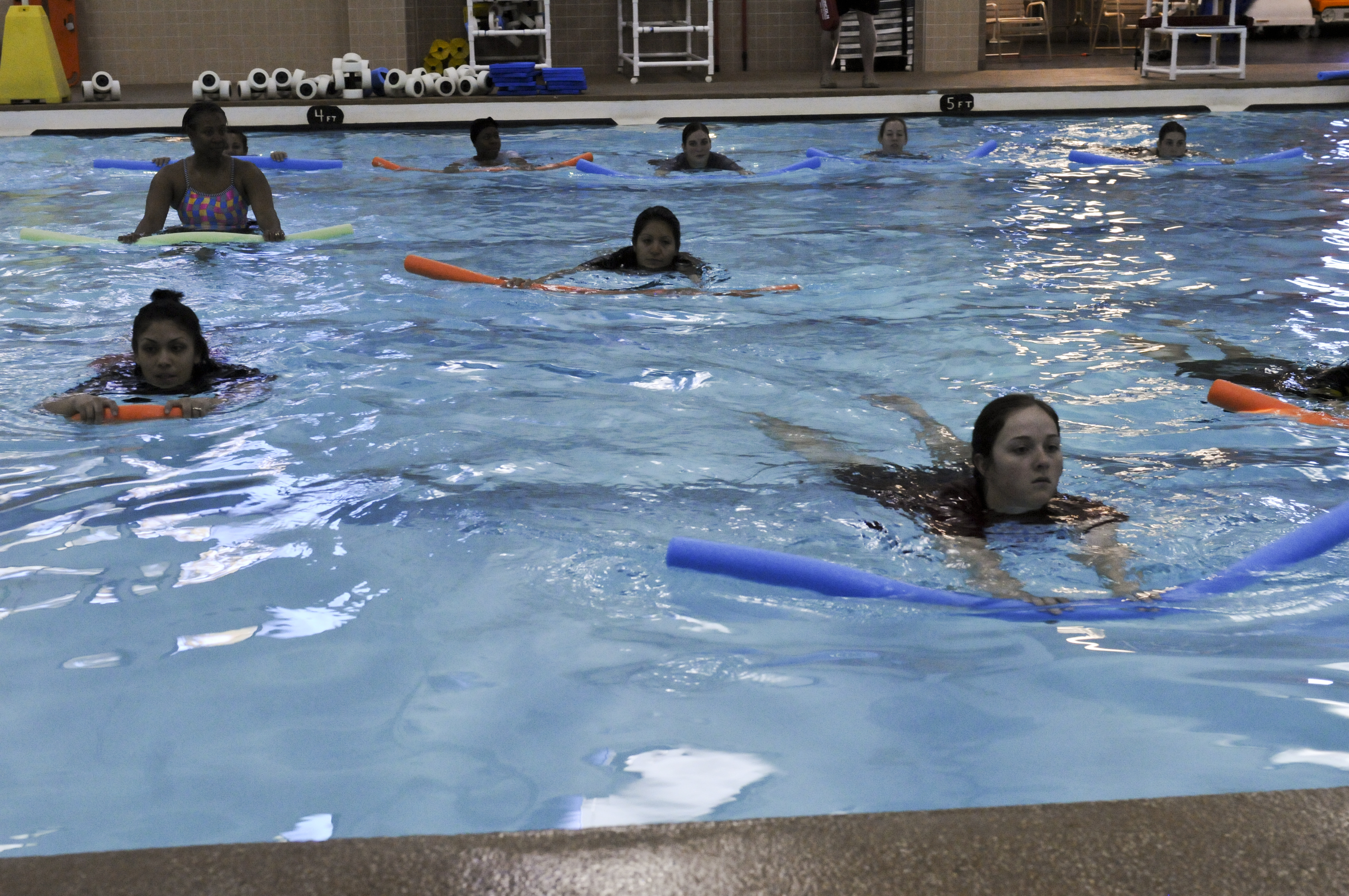
Nauka pływania z wykorzystaniem makaronów w funkcji deski do pływania

Makaron do pływania, makaron piankowy – sprzęt pływacki służący do doskonalenia techniki pływania, do ćwiczeń aqua fitnessu oraz służący do różnorodnych zabaw w wodzie.